# Dario Cologna
Dario Cologna (Santa Maria Val Müstair, 11. ožujka 1986.) je švicarski nordijski skijaš, četverostruki olimpijski pobjednik.
Na Olimpijskim igrama debitirao je 2010. godine u Vancouveru, gdje je osvojio zlatnu medalju u disciplini 15 km slobodnim stilom. Na Olimpijskim igrama 2014. godine održanim u Sočiju osvojio je dvije zlatne medalje, zlato na distanci od 15 km klasičnim stilom kao i zlato na distanci od 30 km u disciplini skiatlon. Na Olimpijskim igrama u Pjongčangu 2018. osvojio je novo zlato na 15 km slobodnim stilom, treći put zaredom u toj disciplini. 
Ha Svjetskom prvenstvu 2013. godine u Val di Fiemme-u osvojio je svoje prve medalje na Svjetskim prvenstvima. Zlatom se okitio u disciplini 30 km dohvatna utrka, a srebro je osvojio na 50 km klasičnim stilom. Srebro u skiatlonu osvojio je 2015. godine.
Dario Cologna je trostruki pobjednik Svjetskog kupa. Tri puta je osvajao natjecanje Tour de ski.
Njegov mlađi brat Gianluca Cologna je također skijaški trkač.